# Saint-Martin-de-Mailloc
Saint-Martin-de-Mailloc és un municipi francès al departament de Calvados (regió de Normandia).

## Demografia

### Població
El 2007 la població de fet de Saint-Martin-de-Mailloc era de 838 persones. Hi havia 292 famílies de les quals 54 eren unipersonals (19 homes vivint sols i 35 dones vivint soles), 82 parelles sense fills, 144 parelles amb fills i 12 famílies monoparentals amb fills.
La població ha evolucionat segons el següent gràfic:

### Habitatges
El 2007 hi havia 334 habitatges, 298 eren l'habitatge principal de la família, 25 eren segones residències i 12 estaven desocupats. Tots els 333 habitatges eren cases. Dels 298 habitatges principals, 273 estaven ocupats pels seus propietaris, 21 estaven llogats i ocupats pels llogaters i 4 estaven cedits a títol gratuït; 3 tenien dues cambres, 21 en tenien tres, 87 en tenien quatre i 187 en tenien cinc o més. 247 habitatges disposaven pel capbaix d'una plaça de pàrquing. A 101 habitatges hi havia un automòbil i a 180 n'hi havia dos o més.

### Piràmide de població
La piràmide de població per edats i sexe el 2009 era:
| Homes | Edats   | Dones |
| ----- | ------- | ----- |
| 0     | 95 o +  | 0     |
| 0     | 90 a 94 | 4     |
| 0     | 85 a 89 | 0     |
| 0     | 80 a 84 | 4     |
| 4     | 75 a 79 | 4     |
| 16    | 70 a 74 | 8     |
| 32    | 65 a 69 | 8     |
| 16    | 60 a 64 | 28    |
| 12    | 55 a 59 | 12    |
| 20    | 50 a 54 | 20    |
| 48    | 45 a 49 | 20    |
| 12    | 40 a 44 | 24    |
| 32    | 35 a 39 | 24    |
| 28    | 30 a 34 | 40    |
| 8     | 25 a 29 | 8     |
| 12    | 20 a 24 | 16    |
| 28    | 15 a 19 | 20    |
| 24    | 10 a 14 | 24    |
| 44    | 5 a 9   | 28    |
| 20    | 0 a 4   | 32    |

## Economia
El 2007 la població en edat de treballar era de 548 persones, 396 eren actives i 152 eren inactives. De les 396 persones actives 374 estaven ocupades (201 homes i 173 dones) i 23 estaven aturades (11 homes i 12 dones). De les 152 persones inactives 49 estaven jubilades, 59 estaven estudiant i 44 estaven classificades com a «altres inactius».

### Ingressos
El 2009 a Saint-Martin-de-Mailloc hi havia 310 unitats fiscals que integraven 883,5 persones, la mediana anual d'ingressos fiscals per persona era de 18.119 €.

### Activitats econòmiques
Dels 21 establiments que hi havia el 2007, 2 eren d'empreses extractives, 4 d'empreses de fabricació d'altres productes industrials, 7 d'empreses de construcció, 4 d'empreses de comerç i reparació d'automòbils, 1 d'una empresa de transport i 3 d'empreses de serveis.
Dels 7 establiments de servei als particulars que hi havia el 2009, 1 era un paleta, 1 guixaire pintor, 1 fusteria i 4 lampisteries.
L'any 2000 a Saint-Martin-de-Mailloc hi havia 22 explotacions agrícoles que ocupaven un total de 220 hectàrees.

## Equipaments sanitaris i escolars
El 2009 hi havia una escola elemental integrada dins d'un grup escolar amb les comunes properes formant una escola dispersa.

## Poblacions properes
El següent diagrama mostra les poblacions més properes.